# Teymur Rəcəbov
Teymur Rəcəbov (* 12. März 1987 in Baku, Aserbaidschanische SSR) ist ein aserbaidschanischer Schachspieler der Weltklasse. Seinen größten Erfolg erreichte er mit dem Gewinn des Schach-Weltpokals 2019.

## Schreibweisen des Namens und Namensherkunft
Das aserbaidschanische Alphabet basiert auf dem lateinischen, die korrekte Schreibweise ist daher Rəcəbov. Die alternative aserbaidschanische Schreibweise seines Namens lautet Teymur Räcäbov. Ausgesprochen wird der Name in etwa Rädschäbow. Die englisch-französische Mischtranskription Teimour Radjabov (von russisch Теймур Раджабов) hat sich international durchgesetzt und wird in den meisten Sprachen verwendet – auch vom Weltschachbund FIDE, in Schachdatenbanken und zumeist auch in der deutschen Presse. Manchmal wird im deutschen Sprachraum Teimur Radschabow geschrieben.
Wie Garri Kasparow verwendet Teimour Rəcəbov den Geburtsnamen seiner Mutter Leyla Rəcəbova. Sein Vater Boris Şeynin ist jüdischer Abstammung.

## Leben und Erfolge
Teymur Rəcəbov erlernte das Schachspiel bereits im Alter von vier Jahren. Das große Talent des als „Wunderkind“ bezeichneten Rəcəbov kam sehr schnell zur Geltung. Sein erstes Auftreten in Deutschland zeigte ihn als Sieger des U9-Turnieres beim Internationalen Jugendfestival in Dresden im Juli 1994 mit 13 Siegen in 13 Partien. Bereits im Alter von elf Jahren wurde ihm von der FIDE der Titel eines Internationalen Meisters zuerkannt. Als Zwölfjähriger gewann er als jüngster Teilnehmer den Titel des Jugendeuropameisters U18. Ein weiteres Jahr später wurde Rəcəbov Großmeister, zu diesem Zeitpunkt der zweitjüngste in der Geschichte des Schachs. Seine frühzeitige Bekanntheit in der Schachszene ließ ihm schon in sehr jungen Jahren Einladungen zu Weltklasseturnieren zukommen: Seit 2001 nimmt er in unregelmäßigen Abständen an den hochkarätigsten Turnieren teil. Bei Jugendwelt- und Jugendeuropameisterschaften konnte Rəcəbov insgesamt sieben Medaillen erringen, unter anderem wurde er 1998 in Oropesa del Mar Jugendweltmeister in der Altersklasse U12 und wurde viermal Jugendeuropameister (1996 und 1997 in der Altersklasse U10, 1998 in der Altersklasse U12 und 1999 in der Altersklasse U18).
Das Jahr 2003 war für ihn sportlich sehr erfolgreich. Beim Turnier von Linares besiegte er Garri Kasparow mit den schwarzen Steinen, in Dortmund bezwang er in einer vieldiskutierten Glanzpartie, gleichfalls mit Schwarz, Viswanathan Anand. Bei der FIDE-K.-o.-Weltmeisterschaft 2004 in Tripolis wurde Rəcəbov Dritter, er schied erst im Halbfinale gegen den Engländer Michael Adams aus. Im Jahr 2005 setzte Rəcəbov seine Erfolge fort: Er gewann ein sehr stark besetztes Turnier im spanischen Dos Hermanas und wurde Zweiter hinter Liviu-Dieter Nisipeanu bei der Europameisterschaft in Warschau.
Im Jahre 2006 belegte er beim Turnier von Linares gemeinsam mit FIDE-Weltmeister Wesselin Topalow Platz zwei hinter dem Turniersieger Lewon Aronjan. Bei den Mainzer Schachtagen verlor er das Schnellschach-Match um die inoffizielle Schnellschach-Weltmeisterschaft gegen Anand mit 3:5. Im Oktober gewann er ein stark besetztes Schnellschachturnier in Cap d’Agde, bei dem er sich im Finale mit 1,5:0,5 gegen Sergei Karjakin durchsetzte.
Im Jahr 2007 konnte Rəcəbov gemeinsam mit Lewon Aronjan und Wesselin Topalow das stark besetzte Corus-Turnier in Wijk aan Zee gewinnen, das neben den Turnieren in Linares/Morelia, Dortmund und Sofia als eines der wichtigsten im Schachjahr angesehen wird. Er fiel dabei insbesondere durch Schwarzsiege mit neuen Ideen in der Königsindischen Verteidigung auf.
2010 konnte er sich durch seinen zweiten Platz beim FIDE Grand Prix für das Kandidatenturnier zur Schachweltmeisterschaft 2012 qualifizieren. Dort schied er in der ersten Runde gegen Wladimir Kramnik aus.
Er nahm auch am Kandidatenturnier in London zur Schachweltmeisterschaft 2013 teil, bei dem er mit dem achten Platz scheiterte.
2015 gewann er bei der Schnellschachweltmeisterschaft in Berlin die Bronzemedaille hinter Titelverteidiger Magnus Carlsen und dem Russen Jan Nepomnjaschtschi.
Rəcəbov wurde im Juni 2017 mit deutlichem Vorsprung vor dem aserbaidschanischen Judoka Hidayət Heydərov zum besten Sportler Aserbaidschans gewählt, unter anderem da er zuvor den Grand Prix von Genf gewonnen hatte.
Im Herbst 2019 konnte Rəcəbov den Schach-Weltpokal 2019 gewinnen. Er startete das Turnier mit der Setznummer 10 und setzte sich im Finale gegen den chinesischen Großmeister Ding Liren (Setznummer 1) mit 6:4 Punkten nach vier regulären und sechs Tie-Break-Partien durch. Bereits durch das Erreichen des Finales qualifizierte sich Rəcəbov für das Kandidatenturnier 2020, in dem der Herausforderer für die Schachweltmeisterschaft 2020 ermittelt wird. Auf dem Weg zum Titel setzte sich Rəcəbov unter anderem gegen die Großmeister Maxime Vachier-Lagrave und Şəhriyar Məmmədyarov durch. Am 6. März 2020 gab er wegen der COVID-19-Pandemie seinen Verzicht auf die Teilnahme am Kandidatenturnier bekannt; seinen Platz nahm Vachier-Lagrave ein. Da das Kandidatenturnier tatsächlich wegen der COVID-19-Pandemie unterbrochen werden musste und erst ein Jahr später fertig gespielt wurde, erkannte die FIDE Rəcəbovs Bedenken nachträglich als legitim an und sprach ihm ersatzweise einen Platz im Kandidatenturnier Madrid 2022 zu.
Am 3. Januar 2021 gewann er das online ausgetragene Airthings Masters, bei dem er im Finale Lewon Aronjan ausschaltete und ein Preisgeld von 60.000 US-Dollar erhielt.
Beim Kandidatenturnier 2022 erreichte Rəcəbov mit 7,5 aus 14 Punkten (+3, −2, =9) den dritten Platz.

## Elo-Entwicklung
| Die zur Anzeige dieser Grafik verwendete Erweiterung wurde dauerhaft deaktiviert. Wir arbeiten aktuell daran, diese und weitere betroffene Grafiken auf ein neues Format umzustellen. (Mehr dazu) |

## Nationalmannschaft
Rəcəbov spielt seit 2001 am ersten oder zweiten Brett der aserbaidschanischen Nationalmannschaft und nahm an den Schacholympiaden 2002, 2004, 2006, 2008, 2010, 2012 und 2014, den Mannschaftsweltmeisterschaften 2010 und 2011 sowie den Mannschaftseuropameisterschaften 2001, 2003, 2005, 2007, 2009, 2011 und 2013 teil. Mit der Mannschaft gewann er die Europameisterschaften 2009 und 2013, erreichte bei der EM 2011 den zweiten und bei der EM 2007 den dritten Platz, in der Einzelwertung erreichte er bei der Mannschafts-WM 2010 das zweitbeste Einzelergebnis am zweiten und bei der Schacholympiade 2012 das drittbeste Ergebnis am ersten Brett. Im November 2017 gewann Radjabov als Teil der Mannschaft Aserbaijans die Europäische Mannschaftsmeisterschaft. Dabei trat er stets am zweiten Brett an und erreichte dabei 5,5/8 Punkten, womit er das viertbeste Ergebnis am zweiten Brett erreichte.

## Vereine
In Aserbaidschan spielt Rəcəbov für SOCAR Baku, mit dem er 2012 und 2014 den European Club Cup gewann. In der russischen Mannschaftsmeisterschaft spielte er 2006 für Ladya Kasan sowie 2007 und 2008 für die Mannschaft von Ural Jekaterinburg, mit der er 2008 sowohl die russische Mannschaftsmeisterschaft als auch den European Club Cup gewann. In Frankreich spielte er von 2003 bis 2005 für NAO Paris, mit dem er 2004 und 2005 französischer Mannschaftsmeister wurde und 2004 den European Club Cup gewann, in Bosnien spielte er für den ŠK Bosna Sarajevo, mit dem er 2002 den European Club Cup gewann. In der spanischen Mannschaftsmeisterschaft spielte er 2005 für CA Eborajedrez Talavera und 2016 für den Meister Sestao Fundacion EDP.

## Partiebeispiel
Teymur Rəcəbov gelangen im Jahr 2003 einige spektakuläre Siege gegen führende Weltklassespieler, so schlug er in Linares Garri Kasparow und in Dortmund Viswanathan Anand. Das Turnier von Dortmund gewann in überlegener Manier, aber hoch überraschend, der Moldauer Viktor Bologan. In der zweiten Runde, am 1. August, besiegte Rəcəbov (Schwarz), den Turnierfavoriten und Weltranglistenzweiten Viswanathan Anand (Weiß) in einer Glanzpartie:
1. e2–e4 c7–c5
Die Sizilianische Verteidigung, eine der Lieblingseröffnungen von Rəcəbov.
2. Sg1–f3 Sb8–c6 3. d2–d4 c5xd4 4. Sf3xd4 e7–e5
Rəcəbov wählt die zweischneidige Kalaschnikow-Variante, B32.
5. Sd4–b5 d7–d6 6. c2–c4 Lf8–e7 7. b2–b3 f7–f5 8. e4xf5 Lc8xf5 9. Lf1–d3 e5–e4 10. Ld3–e2 a7–a6 11. Sb5–c3 Le7–f6 12. 0–0 Sg8–e7 13. a2–a3 0–0 14. Ta1–a2 Dd8–a5 15. b3–b4 Da5–e5 16. Tf1–e1 b7–b5 17. c4xb5 a6xb5 18. Le2xb5 Sc6–d4?
Rəcəbov kritisierte in seinen Analysen diesen Zug und gibt 18. … De5–e6!? den Vorzug.
19. Lb5–f1?
Anand lässt hier die Möglichkeit aus, in Vorteil zu gelangen: 19. Lb5–c4+! d6–d5 20. Sc3xd5!! Se7xd5 21. Lc1–b2! Kg8–h8 22. Lb2xd4 De5xd4 23. Dd1xd4 Lf6xd4 24. Lc4xd5 mit besserer Stellung für Weiß gemäß Rəcəbov.
19. … d6–d5 20. Ta2–d2! Lf5–e6! 21. f2–f4 De5xf4 22. Td2–f2!
Aber nicht 22. Td2xd4??, wegen Df4–f2+ und Schwarz gewinnt.
| Anand–Rəcəbov \| \| a \| b \| c \| d \| e \| f \| g \| h \| \| \| 8 \| \| \| \| \| \| \| \| \| 8 \| \| 7 \| \| \| \| \| \| \| \| \| 7 \| \| 6 \| \| \| \| \| \| \| \| \| 6 \| \| 5 \| \| \| \| \| \| \| \| \| 5 \| \| 4 \| \| \| \| \| \| \| \| \| 4 \| \| 3 \| \| \| \| \| \| \| \| \| 3 \| \| 2 \| \| \| \| \| \| \| \| \| 2 \| \| 1 \| \| \| \| \| \| \| \| \| 1 \| \| \| a \| b \| c \| d \| e \| f \| g \| h \| \| Stellung nach 22. Td2–f2! |   |   |   |   |   |   |   |   |   |
| | a | b | c | d | e | f | g | h |   |
| 8 |   |   |   |   |   |   |   |   | 8 |
| 7 |   |   |   |   |   |   |   |   | 7 |
| 6 |   |   |   |   |   |   |   |   | 6 |
| 5 |   |   |   |   |   |   |   |   | 5 |
| 4 |   |   |   |   |   |   |   |   | 4 |
| 3 |   |   |   |   |   |   |   |   | 3 |
| 2 |   |   |   |   |   |   |   |   | 2 |
| 1 |   |   |   |   |   |   |   |   | 1 |
| | a | b | c | d | e | f | g | h |   |

22. … Df4xf2+!!
Ein glänzendes Damenopfer, das der junge Aserbaidschaner schon lange im Voraus geplant hatte. Anand geriet jetzt unter starken Druck.
23. Kg1xf2 Sd4–b5!!
Die Pointe des vorherigen Opfers ist dieser bescheidene Springerrückzug.
24. Kf2–g1 Sb5xc3 25. Sb1xc3 Lf6xc3 26. Lf1–b5 Lc3xe1 27. Dd1xe1 Se7–f5 28. Lc1–b2 Ta8–c8!? 29. Lb5–a4! Tf8–f7 30. h2–h3?!
Hier begeht Anand eine Ungenauigkeit. Weiß sollte laut Rəcəbov 30. La4–b3! spielen. Die Stellung bliebe danach im Gleichgewicht.
30. … h7–h5!
Mit der Absicht h5–h4 und der Überführung des Springers nach g3. Schwarz hat jetzt das Übergewicht und baut sukzessive seinen Vorteil aus.
31. b4–b5 h5–h4 32. Lb2–e5 d5–d4!! 33. b5–b6
Auf 33. De1xe4 folgt 33. … Sf5–e3! 34. De4xh4 Tf7–f1+ 35. Kg1–h2 Se3–f5 nebst Tc8–c1 und Schwarz gewinnt.
33. … e4–e3! 34. Kg1–h2 d4–d3 35. De1–b4 e3–e2 36. Le5–c3 Tc8xc3! 37. Db4xc3 Sf5–g3 38. b6–b7 Tf7xb7 39. Dc3–a5 Tb7–b8!
Weiß gab auf.